# Tyria albescens
Tyria albescens är en fjärilsart som beskrevs av Edward Alfred Cockayne 1951. Tyria albescens ingår i släktet Tyria och familjen björnspinnare. Inga underarter finns listade i Catalogue of Life.